# Saudi Tour
Il Saudi Tour (it. Giro dell'Arabia Saudita, in arabo طواف السعودية‎?) è una corsa a tappe maschile di ciclismo su strada che si svolge nel mese di febbraio in Arabia Saudita. Creata nel 1999, la corsa si è svolta con cadenza irregolare fin quando, nel 2020, è entrata nel calendario dell'UCI Asia Tour come prova di classe 2.1.

## Albo d'oro
Aggiornato all'edizione 2025.
| Anno        | Vincitore              | Secondo               | Terzo             |
| ----------- | ---------------------- | --------------------- | ----------------- |
| Saudi Tour  |                        |                       |                   |
| 1999        | Amr Elnady             | Yuriy Plyukhin        | Ondrej Slobodník  |
| 2000        | non disputato          | non disputato         | non disputato     |
| 2001        | Ghader Mizbani Iranagh | Mohamed Abdel Fattah  | Hossein Askari    |
| 2002        | Ghader Mizbani Iranagh | Sergej Lavrenenko     | Sergej Tretjakow  |
| 2003-2012   | non disputato          | non disputato         | non disputato     |
| 2013        | Murad Tarik Obaid      | Ali Abadi             | Ayman Al Habtra   |
| 2014-2019   | non disputato          | non disputato         | non disputato     |
| 2020        | Phil Bauhaus           | Nacer Bouhanni        | Rui Costa         |
| 2021        | non disputato          | non disputato         | non disputato     |
| 2022        | Maxim Van Gils         | Santiago Buitrago     | Rui Costa         |
| 2023        | Ruben Guerreiro        | Davide Formolo        | Santiago Buitrago |
| 'AlUla Tour |                        |                       |                   |
| 2024        | Simon Yates            | William Junior Lecerf | Finn Fisher-Black |
| 2025        | Thomas Pidcock         | Fredrik Dversnes      | Johannes Kulset   |